# 鳥羽市立答志中学校
鳥羽市立答志中学校（とばしりつとうしちゅうがっこう）は、三重県鳥羽市の離島・答志島にある公立中学校。2024年7月31日現在の生徒数は3学級26人。

## 概要
答志地区の指定避難所である。
大畑遺跡などの島内の遺跡から出土した石包丁などを校内で保管している。

## 沿革
- 1947年（昭和22年）4月15日 - 答志村答志中学校として開校。
- 1948年（昭和23年）11月3日 - 独立校舎を新築、移転[3]。
- 1951年（昭和26年） - 運動場を拡張[4]。
- 1953年（昭和28年） - 校歌を制定[4]。
- 1954年（昭和29年）11月1日 - 市町村合併により、鳥羽市立答志中学校に改称。
- 1966年（昭和41年） - 第17回放送教育研究会東海北陸大会を開催[5]。
- 1975年（昭和50年）9月23日 - 鉄筋3階建ての新校舎が竣工[6]。
- 1986年（昭和61年） - 文部省より勤労生産学習研究指定を受ける（2年間）[7]。
- 1988年（昭和63年）4月30日 - 校舎および体育館、運動場が完成し、現在地に移転[5][8]。跡地は答志小学校となる[5]。
- 1997年（平成9年）度 - アメリカ合衆国ノースカロライナ州の学校とインターネットを介した交流を開始[9]。
- 2006年（平成18年） - 映画Blue Labyrinth（ARIES制作、中村英児監督）に協力する[10]。
- 2010年（平成22年）9月6日 - 鳥羽市のジャズフェスティバル実行委員会がジャズコンサートに参加する機会のない島の中学生のために、コンサートを開催[11]。

### 統合をめぐる動き
鳥羽市は小規模校の存続条件として30人以上の在籍を示しており、2015年（平成27年）に答志中学校を本土の鳥羽東中学校へ統合することを示唆した。2016年時点では58人が在籍している が、2022年には30人を下回る見通しで、住民らが「答志コミュニティ・スクール実行委員会」を2016年（平成28年）7月に立ち上げ、存続を求める1,209人分の署名を2017年に木田久主一鳥羽市長へ提出した。実行委員会は署名を提出するのみならず、小規模特認校制度の適用、小中一貫校化、下宿で島民外の生徒を受け入れる「寝屋子留学」の導入など、学校存続案の提示や人口減少対策も提言した。

## 教育の特色
地域密着型の教育が行われており、地域住民を招待する学校行事を多く行っている。特に1年生は1年間をかけてワカメ養殖を体験する「ふるさと学習」を行う。

## 通学区域
答志小学校の学区（校区）と一致する。
- 答志町

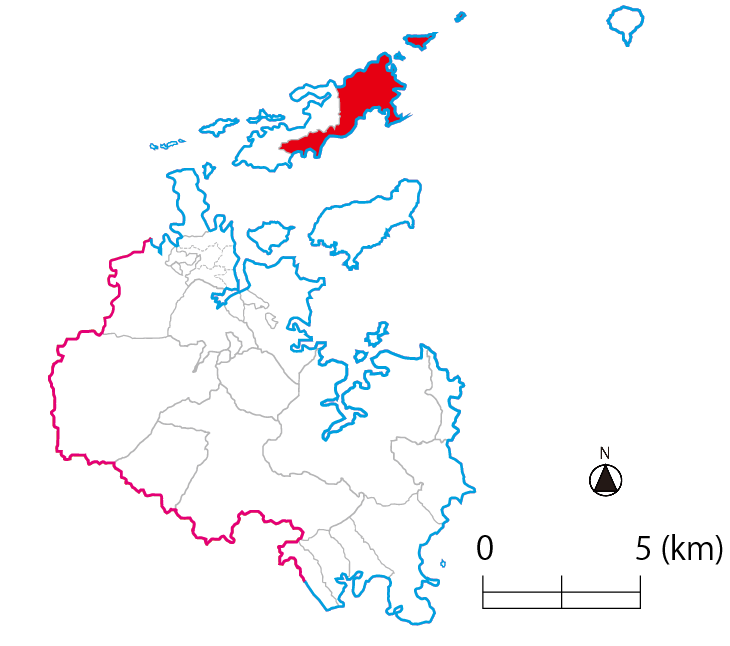
答志中学校の学区

答志島には答志町のほかに桃取町があるが、桃取町の中学生は答志中学校ではなく、本土の鳥羽東中学校に通学する。

## 生徒会活動
- 生徒会本部
- 園芸委員会
- 生活体育委員会
- 図書委員会
- 美化委員会
- 文化放送委員会
- 保健給食委員会

## 部活動
バドミントン部（男女）、野球部（男子）、ソフトボール部（女子）がある。特にソフトボール部は全員が中学で初めて競技するという環境ながら、三重県大会で優勝争いに加わるほどの強豪である。部のコーチもソフトボール未経験者であり、特別変わった練習メニューを課しているわけではなく、地域住民の支援を受けながら、選手は自ら強くなる方法を考えて実践するという。

## 交通

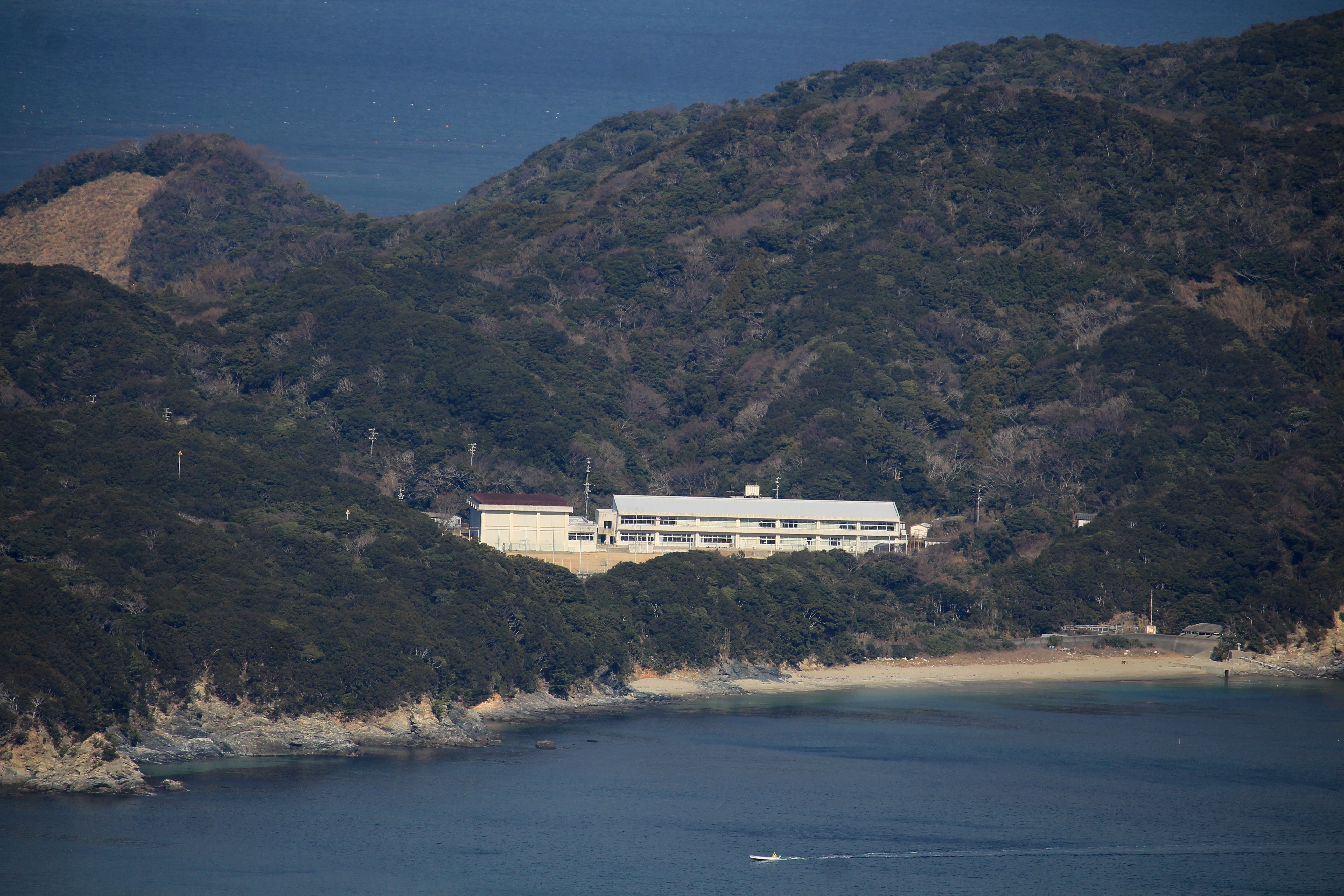
南側の菅島から望む答志中学校、和具集落から少し西側に離れた山側にある

- 鳥羽市営定期船和具桟橋より徒歩約20分（約1.4km）。
- 三重県道759号答志桃取線（答志島スカイライン）沿い南側。

## 周辺
学校は和具集落から西側に離れたところにある。周りは山に囲まれている。